# Kontrollgebäude (Biel)
Das Kontrollgebäude steht am Zentralplatz in Biel/Bienne, im Schweizer Kanton Bern. Der monumentale Wohn- und Geschäftsbau im Beaux-Art-Stil diente einst als Kontrollamt, um den Feingehalt der Edelmetalle für die Uhrenindustrie zu kontrollieren. Er verleiht dem Zentralplatz eine gewisse Pracht und urbane Bedeutung. Das Gebäude ist unter der KGS-Nummer 00775 als Kulturgut von nationaler Bedeutung verzeichnet.

## Bau
Die grossstädtisch-repräsentativ wirkende, vierflügelige Anlage mit Lichthof entstand nach Entwürfen der beiden Genfer Architekten Léon Fulpius und dessen Sohn Frantz. Der Bau wurde ausgeführt von Albert Wyss & Cie. Es handelt sich um eine Stahlkonstruktion, zum Teil mit Mauerwerk hinter reich instrumentierter Fassadenverkleidung aus Savonnières-Kalkstein. Der Bau zeigt einen klaren dreiteiligen Aufbau in gewerbliche Sockelzone, Wohngeschosse und ausgebautes Mansarddach. Die vier Hauben akzentuieren die flach vorspringenden Eckrisalite. Die sorgfältige Bauplastik von schwerem Charakter stellte für Biel eine fremde Formensprache dar. Der grossstädtische Repräsentationsbau steht in seiner Gesamterscheinung der École des Beaux-Arts in Paris nahe, an der Frantz Fulpius studierte.
Haupt- und Eingangsfassade ist die ganz in Haustein ausgeführte und mit Balkonen reich versehene Westansicht. Das Erdgeschoss öffnet sich durch grosse Schaufenster und die zentral gelegene Tür nach dem Platz. Die Nordfassade zum Oberen Quai ist ebenfalls in Haustein ausgeführt und gleicht weitgehend der Hauptfassade. Doch der Verzicht auf die grossen Erdgeschossöffnungen sowie auf die Dreiecksgiebel über den Masarddach-Lukarnen lässt sie rang- und ausstattungsmässig leicht zurückgesetzt erscheinen. Die Ost- und die Südseite sind deutlich als Rückfronten gekennzeichnet: Anstelle des Hausteins wurden die Flächen in den Obergeschossen kostensparend verputzt. Der Ostfassade, die als einzige nur geringen Abstand zum Nachbargebäude aufweist und deren Sockelpartie stark geschlossen ist und keine Balkone aufweist, kommt in der Hierarchie der Fassaden der niedrigste Rang zu. Unter diesen Umständen erscheint der rückwärtige Gebäudezugang stark abgewertet; er dient als Personalzugang und erschliesst die einfacheren und kleineren Wohnungen.
Das markante Gebäude symbolisiert die wirtschaftliche Blüte der Zeit und dokumentiert die damalige Stellung der Uhrenindustrie. Hier wurde der Feingehalt der für die Uhrenherstellung benötigten Edelmetalle kontrolliert. Im Treppenhaus befinden sich Glasmalereien von Heinrich Huber-Stutz.

## Geschichte

### Amt
Im August 1881 hatte der Stadtrat von Biel die Errichtung eines Kontrollamtes auf Kosten der Gemeinde beschlossen und ihm das Erdgeschoss der Uhrenmacherschule zugewiesen. Es war das erste schweizerische Kontrollamt nach neuem Recht, das auf Januar 1882 in Kraft trat. Das Amt wurde unter Leitung und auf Kosten der Gemeinde geführt. 1883 erhielt auch Madretsch die Konzession für ein Kontrollamt. Da wenig später weitere Kontrollämter in Grenchen, Le Noirmont, Pruntrut und Delsberg entstanden, schwand das hiesige Tätigkeitsgebiet und führte dazu, dass Biel und Madretsch ihre Kontrollämter fusionierten. Sie konstituierten sich am 30. März 1890 als Aktiengesellschaft unter der Bezeichnung Controllgesellschaft von Biel. Diese verlegte ihr Lokal von der Uhrenmacherschule in den von ihr durch Frey & Haag 1890 erstellten Neubau an der Zentralstrasse 53 und 1901 in das neu erbaute Kontrollgebäude am Zentralplatz.
Von 1893 bis 1907 erzielte der Betrieb des Kontrollbüros (ohne Liegenschaftsrechnung) jährlich durchschnittlich einen Betriebsgewinn von über 19'000 Fr. Das erlaubte die Ausschüttung einer Dividende von 5 Prozent und die Vergabung an das Technikum Biel und manchmal auch an andere Institutionen von jährlich durchschnittlich 5'500 Fr. 1914/15 verschlechterte sich das Betriebsergebnis und wurde zum Betriebsverlust. In den 1920er Jahren häuften sich die Jahre mit Betriebsverlusten und akzentuierten sich noch ab 1929. In den Jahren 1931 bis 1934 stieg der jährliche Betriebsverlust auf durchschnittlich 19'500 Fr. Diese Verluste konnten dank Rücklagen und den Erträgen aus der Liegenschaft gedeckt werden. Deshalb kam es der Gemeinde Biel gelegen, dass sich die eidgenössische Oberzolldirektion gestützt auf das neue Bundesgesetz über die Kontrolle des Edelmetallverkehrs bereit erklärte, den Betrieb des Kontrollamtes ab Juli 1935 auf eigene Rechnung zu übernehmen. In der Folge verlor die Kontrollgesellschaft von Biel ihren eigentlichen Gesellschaftszweck. Die Aktionäre beschlossen an ihrer Generalversammlung vom 20. Juni 1935, die Gesellschaft in eine reine Immobilienaktiengesellschaft umzuwandeln. Die neue Firmenbezeichnung lautete Kontrollgebäude AG. Im Jahre 1945 waren von den damals total 245 Aktien deren 153 im Besitz der Gemeinde Biel. Dank der Vermittlung des langjährigen Sekretärs der Gesellschaft konnte die Gemeinde auch die restlichen 92 Aktien erwerben. Schon seit 1939 hatte die Stadtverwaltung die Erdgeschoss- und Zwischengeschossräume gemietet und die Büros für die Bau- und die Fürsorgedirektion untergebracht. Nach und nach mietete die Stadtverwaltung weitere Räumlichkeiten. Um gegenüber den Wohnungsmietern Eigenbedarf geltend machen zu können und um Steuern einzusparen, beschloss die Kontrollgebäude AG, die Gesellschaft aufzulösen und ihr Vermögen der Gemeinde zu übertragen.

### Gebäude
Im Jahr 1899 schrieb die Kontrollgesellschaft eine Ideen-Konkurrenz für einen repräsentativen Neubau aus. Der Vorschlag der beiden Genfer Architekten Léon und Frantz Fulpius ging als Sieger hervor. Die Bauherrschaft wollte den grössten, anspruchsvollsten und repräsentativsten Bau. Die Lokalpresse sprach in ihrem Bericht von einem Monumentalgebäude. Neben der gewählten architektonischen Formensprache entsprach die Wahl auch dem Ziel, den Zentralplatz, der 1901 durch die Kanalüberbrückung neu gewonnen worden war, aufzuwerten. Nach den Bauplänen von Léon und Frantz Fulpius errichtete das Bauunternehmen Albert Wyss & Cie unter Aufsicht des Stadtbaumeisters August Fehlbaum 1900–1901 das Kontrollgebäude an der Zentralstrasse 49.
Im Vergleich mit den Ausführungsplänen vom Dezember 1899 veränderte sich viel. Am besten erhalten sind die Räumlichkeiten der ehemaligen Kontrollgesellschaft. Im Ladengeschäft und in der ehemaligen Gewerbehalle wurden Zwischenböden eingezogen. Diese Änderung wirkt sich in der Sockelzone der Hauptfassade nachteilig aus. 1977 war von den insgesamt 16 Wohnungen nur noch eine einzige, die nordöstliche im Dachstock, erhalten. Alle übrigen wurden zu Büros umgebaut. Aus diesem Grund wurden sanitäre Einrichtungen entfernt, neue Durchbrüche geschaffen, Bodenbeläge ausgewechselt und Deckenstuckaturen zerstört oder verdeckt. Laut der Kunsthistorikerin Ingrid Ehrensperger halte das Innere nicht mehr, was die Fassade verspreche.
Aufgrund einer neuen Bundesgesetzgebung wurde der Betrieb des Kontrollamts am 1. Juli 1935 von der Eidgenossenschaft übernommen und in das neu erstellte Zollgebäude Aarbergstrasse 82 verlegt. Als 1950 auch die Kontrollgesellschaft aufgelöst wurde, ging das Gebäude in den Besitz der Gemeinde Biel über. Seither befinden sich im Gebäude städtische Verwaltungen. 1976 bis 1977 wurde das Gebäude einer Aussenrenovation unterzogen. Trotz der Umnutzung im Jahre 1935 wird das Gebäude bis heute als Kontrollgebäude bezeichnet.

### Bautyp
In der Folge der Industrialisierung und der damit verbundenen Begünstigung des Zwischenhandels entwickelten sich im 19. Jahrhundert neue städtische Bautypen, unter anderem das reine Warenhaus und das Geschäftshaus mit Wohngeschossen. Dieses wird im letzten Viertel des 19. Jahrhunderts zur beherrschenden Baugattung der Innenstädte. Erdgeschoss und Entresol oder erstes Obergeschoss dienen wie im Kontrollgebäude als Geschäftsräume, darüber befinden sich Mietwohnungen. Prototypisch machen diese Bauten die Trennung der beiden Funktionen in der Fassade sichtbar. Meist sind die Geschäfts- und Bürogeschosse zu einem hohen Sockel zusammengefasst, wo grossflächige Verglasungen zwischen Pfeilern die Wand aufschliessen. Möglich wurden diese grossen Öffnungen erst dank den neuen Baumaterialien Stahl und vor allem armiertem Beton. Deshalb ist auch das Kontrollgebäude bis ins erste Obergeschoss eine Stahlkonstruktion. Nur die darüberliegenden Wohnetagen sind aus konservativen Materialien, Bruchsteinmauerwerk und Holzbalkenlage, erstellt. Zu den bedeutendsten erhaltenen Vertretern der Baugattung Wohn-/Geschäftshaus gehören in Biel neben dem Kontrollgebäude die Häuser Mühlebrücke 8–10–12/Molzgasse (ein Kulturgut von kantonaler Bedeutung, KGS-Nr. 0790), die von August Haag ab 1901 errichtet wurden. Zu erwähnen ist auch das Haus Jordi-Kocher an der Zentralstrasse 47, das Geschäftsräume und Wohngeschosse umfasst und aus dieser Zeit stammt (KGS-Nr. 0768). Der Bauherr bewohnte die Wohngeschosse selbst. Dementsprechend beherrscht sein Wohnstil massgeblich die Grundrissgestaltung. Als jüngstes und eines der letzten Beispiele dieses Bautyps nennt Ingrid Ehrensperger das ehemalige Kaufhaus Hess, heute Merkur, von Moser und Schürch 1914 an der Ecke Markt- und Nidaugasse erbaut.

## Rezeption
Die Bedeutung des Kontrollgebäudes als urbanes und kunsthistorisches Vermächtnis stand nicht immer bei allen hoch im Kurs. Die Gemeinde verhandelte 1955/1956, aber auch noch 1966 und 1971 mit Kaufinteressenten, die einen Gebäudeabbruch und eine Neuüberbauung vorsahen. Interessant sei auch, berichtet Werner Iseli, dass 1953/1954 selbst Architekt Eduard Lanz, der zwar sehr modern bauen konnte, dem aber niemand ein inniges Verhältnis zu den Zeugen alter Baukultur hätte absprechen können, einen modernisierenden Umbau und eine Aufstockung des Kontrollgebäudes vorgeschlagen hatte.
Die Kunsthistorikerin Ingrid Ehrensperger beurteilt in ihrer Untersuchung von 1977 das Kontrollgebäude als den architektonisch qualitätsvollsten Bau des späten Historismus in Biel. Seine Formensprache vermittle zwischen Deutsch und Welsch. Es präge den wichtigsten Platz der Stadt Biel. Ähnlich wie das gleichzeitig entstandene Technikum sei auch das Kontrollgebäude Symbol der wirtschaftlichen Blüte der Stadt und der Macht ihrer Industrie. Beide Bauten überragten zu ihrer Entstehungszeit die gesamte Stadtanlage. Ausser Schulen errichtete die Gemeinde im 19. und frühen 20. Jahrhundert keine repräsentativen Neubauten wie etwa Rat- oder Stadthaus  (vergleiche etwa Stadthaus Winterthur), Museum oder Konzertsaal (vergleiche Konzertsaal Solothurn), Theater oder Casino (vergleiche Casino Bern und Stadttheater Bern). Biels Selbstverständnis drücke sich um die Jahrhundertwende in Bauten aus, die unmittelbare Beziehungen zur Industrie, insbesondere zur Uhrenindustrie, aufwiesen. Damals kam dieses Selbstverständnis in Biels Stadtbild optisch voll zum Ausdruck.

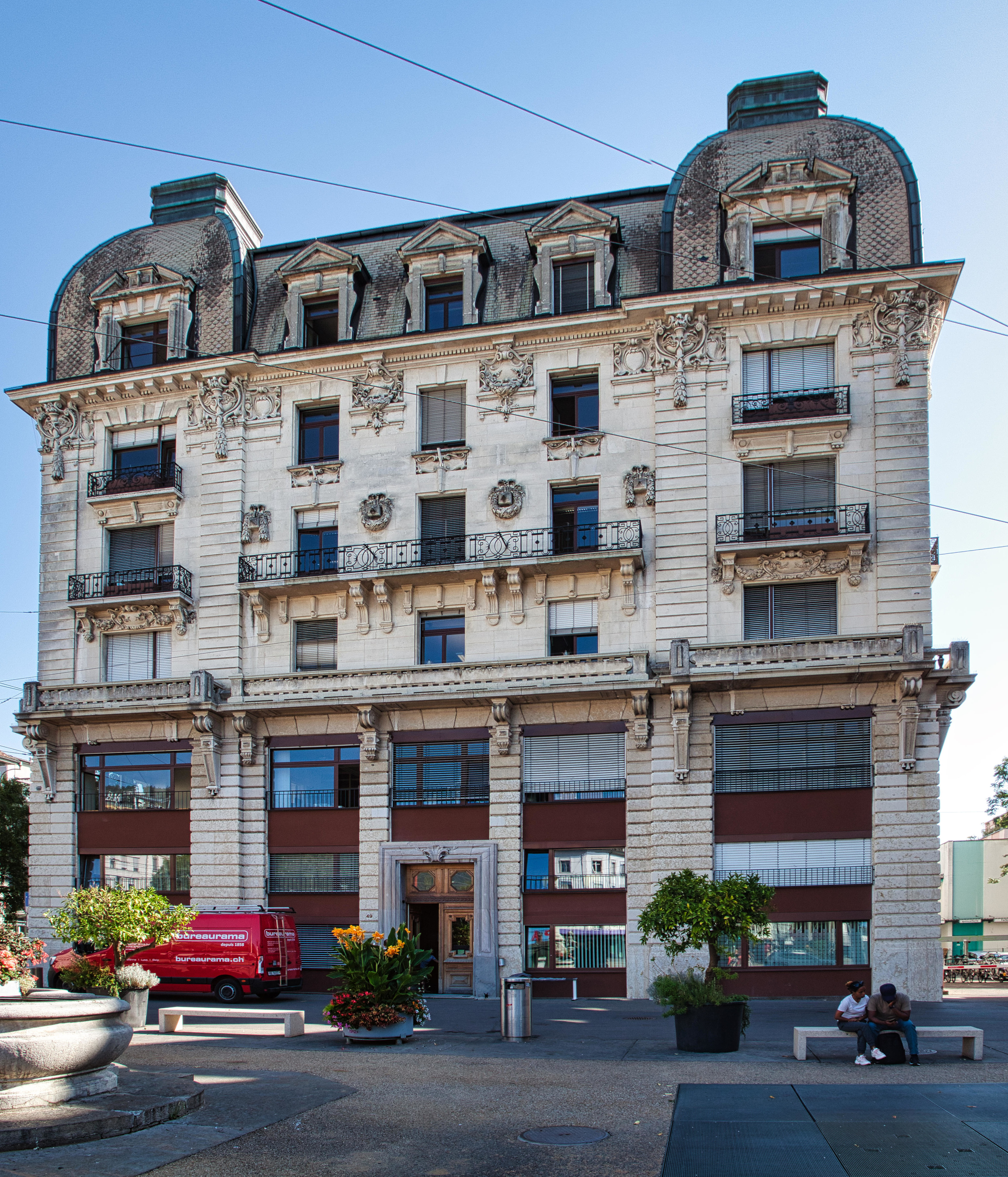
West-/Hauptfassade desKontrollgebäudes am Zentralplatz in Biel
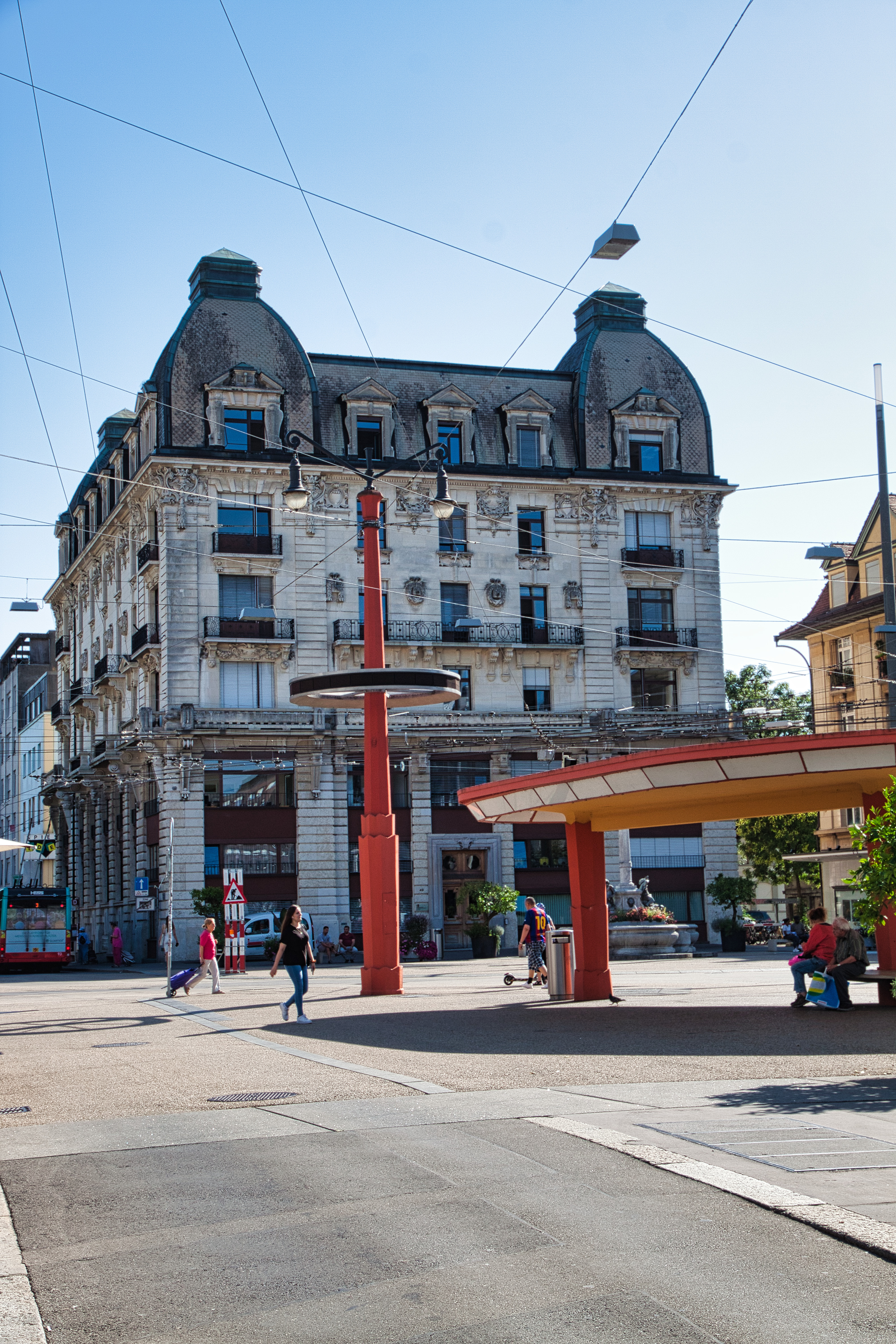
Hauptfassade des Kontrollgebäudes zum Zentralplatz in Biel
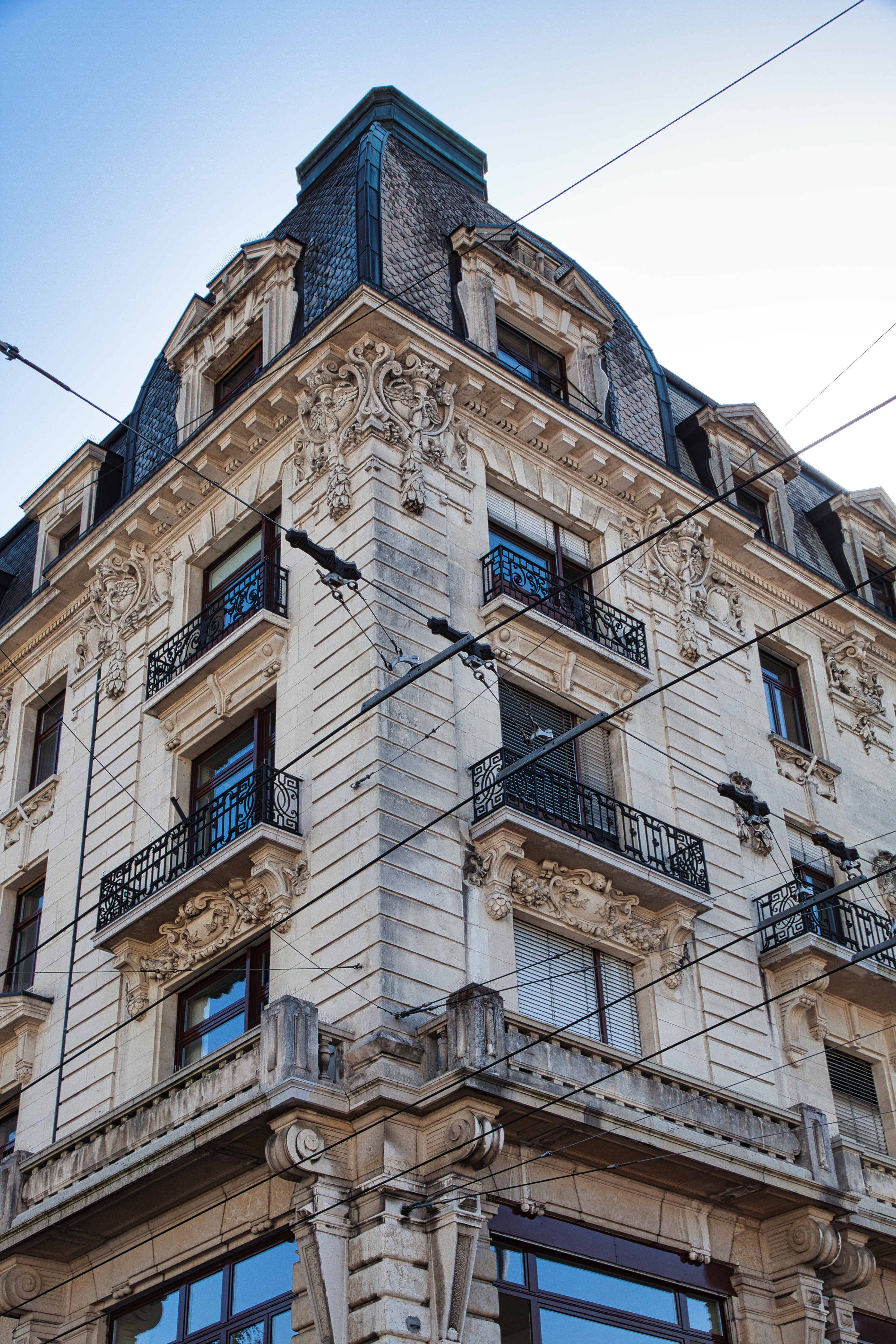
Detail: Eckrisalit

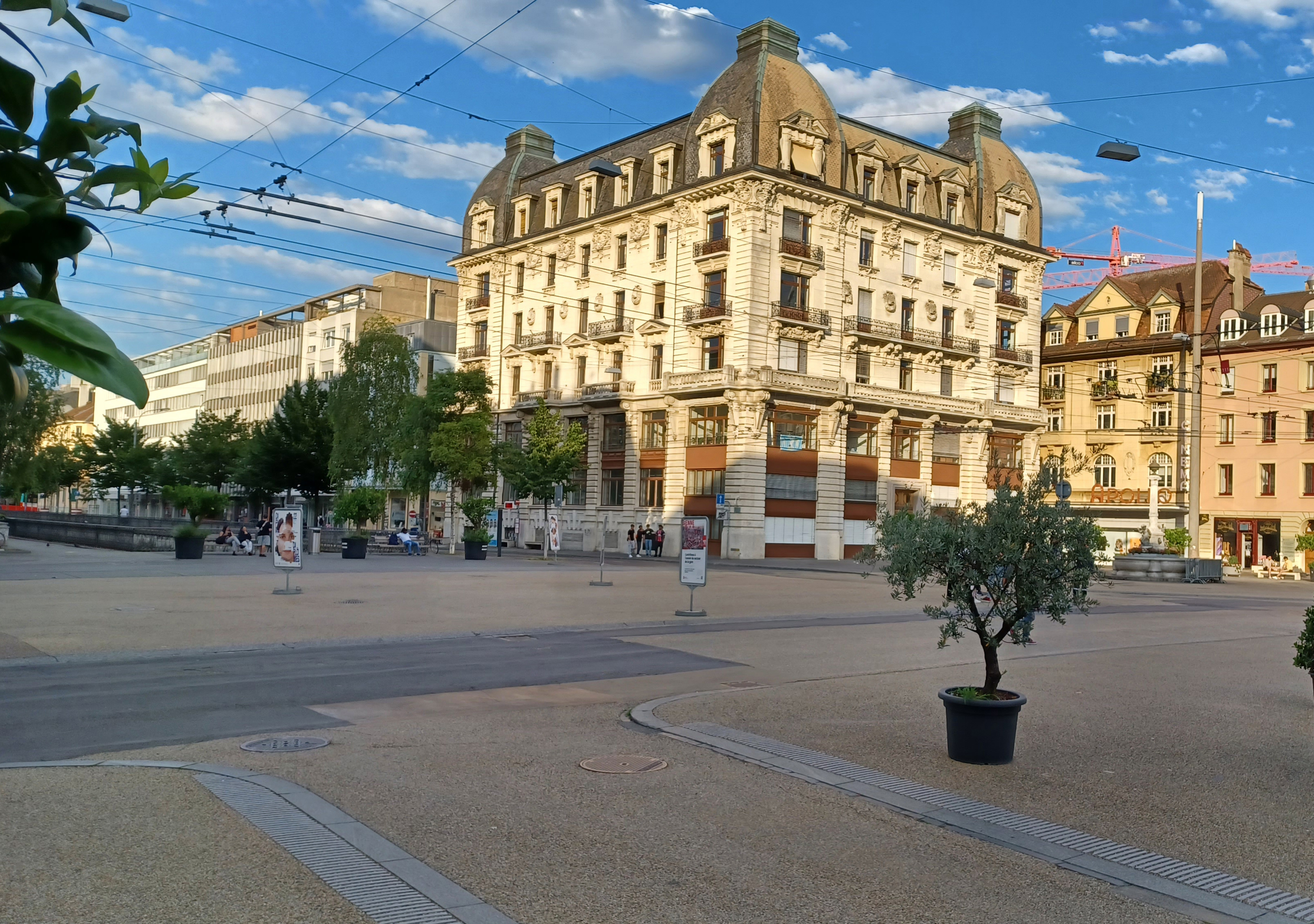
Kontrollgebäude am Zentralplatz mit Oberem Quai in Biel
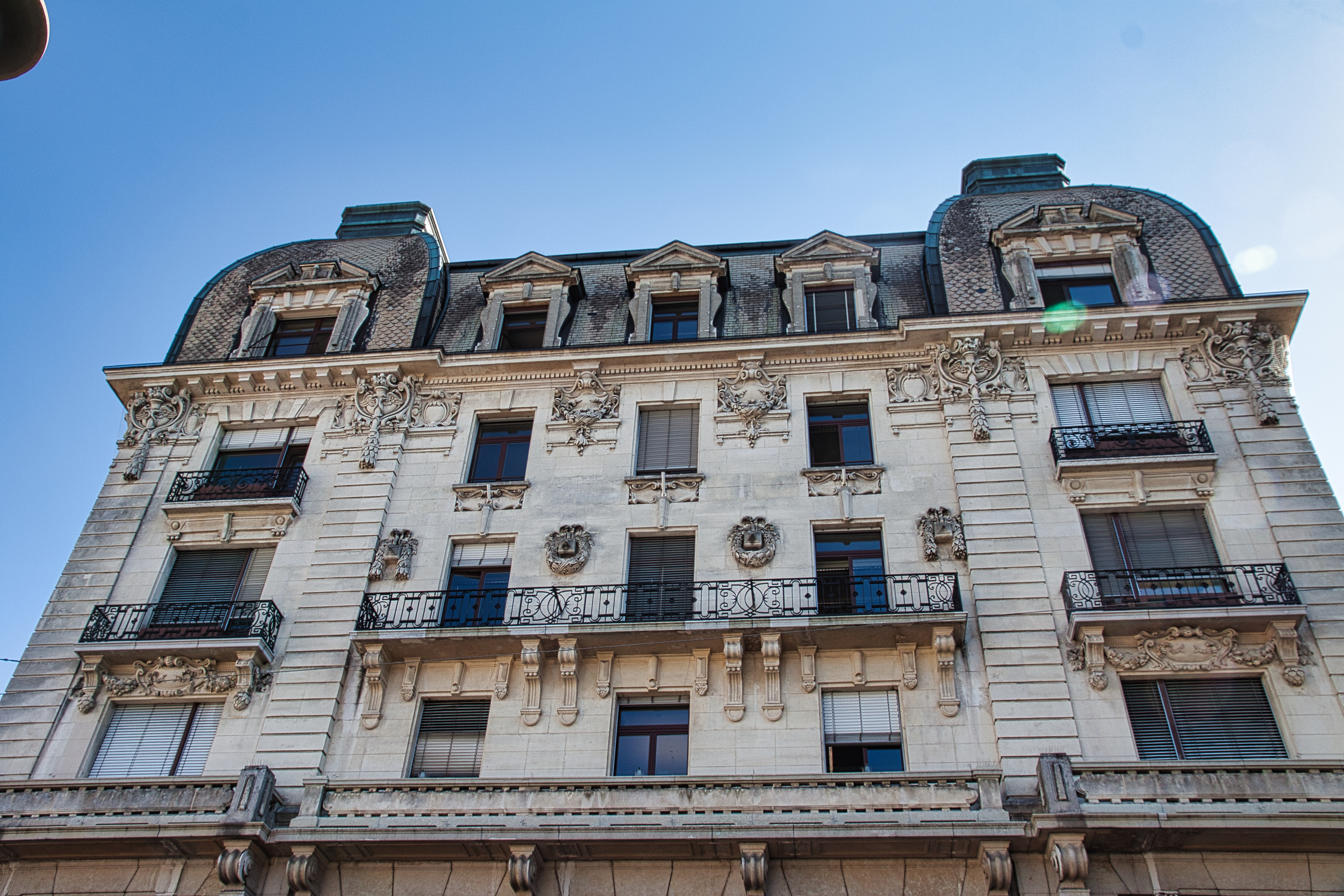
Detail: Obergeschosse der Hauptfassade, Kontrollgebäude Biel
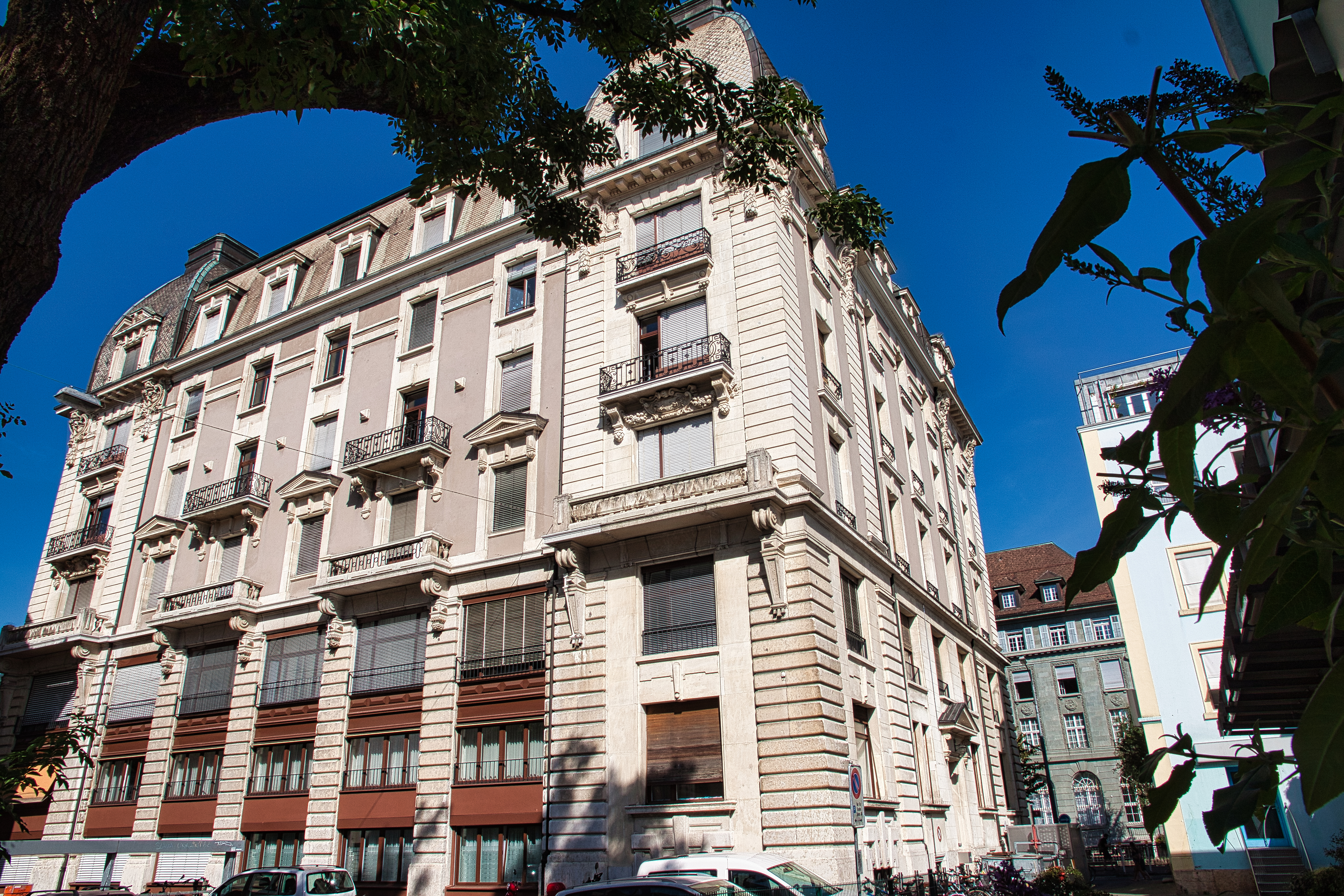
Süd- und Ostfassade des Kontrollgebäudes in Biel